# Fenusella nana
Fenusella nana är en stekelart som först beskrevs av Johann Christoph Friedrich Klug 1816.  Fenusella nana ingår i släktet Fenusella, och familjen bladsteklar. Arten är reproducerande i Sverige.